# Flor de Mayo, Chicomuselo
Flor de Mayo är en ort i Mexiko.   Den ligger i kommunen Chicomuselo och delstaten Chiapas, i den sydöstra delen av landet, 800 km sydost om huvudstaden Mexico City. Flor de Mayo ligger 625 meter över havet och antalet invånare är 169.
Terrängen runt Flor de Mayo är varierad. Runt Flor de Mayo är det ganska tätbefolkat, med 108 invånare per kvadratkilometer. Närmaste större samhälle är Frontera Comalapa, 10,0 km öster om Flor de Mayo. I omgivningarna runt Flor de Mayo växer huvudsakligen savannskog.